# Sound! Euphonium
Sound! Euphonium (jap. 響け! ユーフォニアム Hibike! Yūfoniamu) – seria powieści autorstwa Ayano Takedy, publikowana od grudnia 2013 do czerwca 2019 nakładem wydawnictwa Takarajimasha. Historia została zaadaptowana na mangę zilustrowaną przez Hami, która ukazywała od listopada 2014 do października 2015 na stronie Kono manga ga sugoi! Web. Na podstawie powieści powstał również telewizyjny serial anime wyprodukowany przez studio Kyoto Animation, który emitowano między kwietniem a lipcem 2015. Emisja drugiego sezonu trwała od października do grudnia 2016. W kwietniu 2018 premierę miał film anime zatytułowany Liz to aoi tori. Kolejny film, zatytułowany Gekijōban Hibike! Euphonium: Chikai no Finale, będący sequelem serii telewizyjnej, został wydany w kwietniu 2019. Trzeci sezon emitowano od kwietnia do czerwca 2024.

## Fabuła
Szkolny klub orkiestry dętej Liceum Kitauji swego czasu przodował w krajowych zawodach, ale po zmianie doradcy, członkowie klubu nie byli w stanie nawet zakwalifikować się do turnieju. Jednak dzięki surowym wskazówkom nowo mianowanego doradcy, uczniowie stale się poprawiają i budują swoje umiejętności. W końcu nadchodzi długo wyczekiwany dzień kwalifikacji i szansa, by ponownie wziąć udział w turnieju.

## Bohaterowie

### Pierwszoroczni
- Kumiko Oumae (jap. 黄前 久美子 Ōmae Kumiko)

Seiyū: Tomoyo Kurosawa 
- Reina Kousaka (jap. 高坂 麗奈 Kōsaka Reina)

Seiyū: Chika Anzai 
- Hazuki Katou (jap. 加藤 葉月 Katō Hazuki)

Seiyū: Ayaka Asai 
- Sapphire Kawashima (jap. 川島 緑輝 Kawashima Safaia) / Midori (jap. 緑)

Seiyū: Moe Toyota 
- Shuuichi Tsukamoto (jap. 塚本 秀一 Tsukamoto Shūichi)

Seiyū: Haruki Ishiya 

### Drugoroczni
- Natsuki Nakagawa (jap. 中川 夏紀 Nakagawa Natsuki)

Seiyū: Konomi Fujimura 
- Yuuko Yoshikawa (jap. 吉川 優子 Yoshikawa Yūko)

Seiyū: Yuri Yamaoka 
- Mizore Yoroizuka (jap. 鎧塚 みぞれ Yoroizuka Mizore)

Seiyū: Atsumi Tanezaki 
- Nozomi Kasaki (jap. 傘木 希美 Kasaki Nozomi)

Seiyū: Nao Tōyama 
- Takuya Gotou (jap. 後藤 卓也 Gotō Takuya)

Seiyū: Kenjirō Tsuda 
- Riko Nagase (jap. 長瀬 梨子 Nagase Riko)

Seiyū: Miyuki Kobori 
- Tomoe Kabe  (jap. 加部友恵 Kabe Tomoe)

Seiyū: Azusa Tadokoro 

### Trzecioroczni
- Asuka Tanaka (jap. 田中 あすか Tanaka Asuka)

Seiyū: Minako Kotobuki 
- Haruka Ogasawara (jap. 小笠原 晴香 Ogasawara Haruka)

Seiyū: Saori Hayami 
- Kaori Nakaseko (jap. 中世古 香織 Nakaseko Kaori)

Seiyū: Minori Chihara 
- Aoi Saitou (jap. 斎藤 葵 Saitō Aoi)

Seiyū: Yōko Hikasa 

### Nowi uczniowie
- Kanade Hisaishi (jap. 久石 奏 Hisaishi Kanade)

Seiyū: Sora Amamiya 
- Mirei Suzuki (jap. 鈴木 美玲 Suzuki Mirei)

Seiyū: Ayaka Nanase 
- Satsuki Suzuki (jap. 鈴木 さつき Suzuki Satsuki)

Seiyū: Misaki Kuno 
- Motomu Tsukinaga (jap. 月永 求 Tsukinaga Motomu)

Seiyū: Shimba Tsuchiya 

### Inni
- Noboru Taki (jap. 滝 昇 Taki Noboru)

Seiyū: Takahiro Sakurai 
- Michie Matsumoto (jap. 松本 美知恵 Matsumoto Michie)

Seiyū: Aya Hisakawa 
- Mamiko Oumae (jap. 黄前 麻美子 Ōmae Mamiko)

Seiyū: Manami Numakura 
- Akiko Oumae (jap. 黄前 明子 Ōmae Akiko)

Seiyū: Haruhi Nanao 

## Powieść
| Nr | Tytuł | Japońska data wydania | ISBN                   |
| -- | --- | --------------------- | ---------------------- |
| 1  | Hibike! Yūfoniamu: Kitauji Kōkō Suisōgaku-bu e Yōkoso (jap. 響け! ユーフォニアム 北宇治高校吹奏楽部へようこそ)                                    | 5 grudnia 2013        | ISBN 978-4-8002-1747-9 |
| 2  | Hibike! Yūfoniamu 2: Kitauji Kōkō Suisōgaku-bu no Ichiban Atsui Natsu (jap. 響け! ユーフォニアム2 北宇治高校吹奏楽部のいちばん熱い夏)             | 5 marca 2015          | ISBN 978-4-8002-3906-8 |
| 3  | Hibike! Yūfoniamu 3: Kitauji Kōkō Suisōgaku-bu, Saidai no Kiki (jap. 響け! ユーフォニアム3 北宇治高校吹奏楽部、最大の危機)                        | 4 kwietnia 2015       | ISBN 978-4-8002-3982-2 |
| 4  | Hibike! Yūfoniamu: Kitauji Kōkō Suisōgaku-bu no Himitsu no Hanashi (jap. 響け! ユーフォニアム 北宇治高校吹奏楽部のヒミツの話)                     | 25 maja 2015          | ISBN 978-4-8002-4119-1 |
| 5  | Hibike! Yūfoniam Shirīzu Rikka Kōkō Māchingu Bando e Yōkoso Zenpen (jap. 響け! ユーフォニアムシリーズ 立華高校マーチングバンドへようこそ 前編)    | 4 sierpnia 2016       | ISBN 978-4-8002-5872-4 |
| 6  | Hibike! Yūfoniam Shirīzu Rikka Kōkō Māchingu Bando e Yōkoso Kōhen (jap. 響け! ユーフォニアムシリーズ 立華高校マーチングバンドへようこそ 後編)     | 6 września 2016       | ISBN 978-4-8002-5874-8 |
| 7  | Hibike! Yūfoniam Kitauji Kōkō no Suisōgaku-bu Nisshi (jap. 響け! ユーフォニアム 北宇治高校の吹奏楽部日誌)                                         | 6 października 2016   | ISBN 978-4-8002-6226-4 |
| 8  | Hibike! Yūfoniamu Kitauji Kōkō Suisōgaku-bu, Haran no Dainigakushō Zenpen (jap. 響け! ユーフォニアム 北宇治高校吹奏楽部、波乱の第二楽章 前編)     | 26 sierpnia 2017      | ISBN 978-4-8002-7489-2 |
| 9  | Hibike! Yūfoniamu Kitauji Kōkō Suisōgaku-bu, Haran no Dainigakushō Kōhen (jap. 響け! ユーフォニアム 北宇治高校吹奏楽部、波乱の第二楽章 後編)      | 5 października 2017   | ISBN 978-4-8002-7491-5 |
| 10 | Hibike! Yūfoniamu Kitauji Kōkō Suisōgaku-bu no Honto no Hanashi (jap. 響け！ ユーフォニアム 北宇治高校吹奏楽部のホントの話)                       | 5 kwietnia 2018       | ISBN 978-4-8002-8301-6 |
| 11 | Hibike! Yūfoniamu Kitauji Kōkō Suisōgaku-bu, Ketsui no Saishū Gakushō Zenpen (jap. 響け！ ユーフォニアム 北宇治高校吹奏楽部、決意の最終楽章 前編) | 17 kwietnia 2019      | ISBN 978-4-8002-9399-2 |
| 12 | Hibike! Yūfoniamu Kitauji Kōkō Suisōgaku-bu, Ketsui no Saishū Gakushō Kōhen (jap. 響け！ ユーフォニアム 北宇治高校吹奏楽部、決意の最終楽章 後編)  | 22 czerwca 2019       | ISBN 978-4-8002-9401-2 |

## Manga
Manga zilustrowana przez Hami, stanowiąca adaptację pierwszego tomu powieści, ukazywała się na stronie Kono manga ga sugoi! Web między 28 listopada 2014 a 30 października 2015.

## Anime
13-odcinkowy telewizyjny serial anime będący adaptacją pierwszego tomu powieści został wyprodukowany przez studio Kyoto Animation i wyreżyserowany przez Tatsuyę Ishiharę. Scenariusz napisał Jukki Hanada, a rolę dyrektora produkcji serii pełniła Naoko Yamada. Motywem otwierającym jest „Dream Solister” autorstwa True, końcowym zaś „Tutti!” (jap. トゥッティ!) w wykonaniu Tomoyo Kurosawy, Ayaki Asai, Moe Toyoty i Chiki Anzai. Seria była emitowana w Japonii między 8 kwietnia a 1 lipca 2015. Prawa do streamingu serii nabył Crunchyroll. Odcinek OVA, zatytułowany Kakedasu Monaka (jap. かけだすモナカ), został wydany 16 grudnia 2015. Film kompilacyjny, obejmujący wydarzenia z serii telewizyjnej, zatytułowany Gekijōban Hibike! Euphonium: Kitauji kōkō suisōgaku-bu e yōkoso, miał premierę w japońskich kinach 23 kwietnia 2016.
Drugi sezon był emitowany od 6 października 2016 do 28 grudnia 2016. Motywem otwierającym jest „Soundscape” (jap. サウンドスケープ Saundosukēpu) autorstwa True, końcowym zaś „Vivace!” (jap. ヴィヴァーチェ! Vu~ivu~āche!) w wykonaniu Kurosawy, Asai, Toyoty i Anzai. Krótkometrażowe anime, zatytułowane Hanabi-taikai Kiss e yōkoso (jap. 花火大会キッスへようこそ！), zostało wydane 21 grudnia 2016. Drugi film kompilacyjny, który obejmuje wydarzenia z drugiego sezonu, zatytułowany Gekijōban Hibike! Euphonium: Todoketai Melody, miał premierę 30 września 2017.
W 2019 ogłoszono nowy projekt anime skupiający się na postaci Kumiko jako uczennicy trzeciego roku. Później poinformowano, że będzie to trzeci sezon. Jego emisja rozpoczęła się 7 kwietnia i zakończyła 30 czerwca 2024. Motyw otwierający, zatytułowany „ReCoda”, zaśpiewała True, natomiast motyw końcowy, „Onshoku no kanata” (jap. 音色の彼方), wykonało Kitauji Quartet.
Wraz z podaniem roku premiery trzeciego sezonu, zapowiedziano również kinowy odcinek OVA zatytułowany Hibike! Euphonium: Ensemble Contest-hen, który został następnie wydany 4 sierpnia 2023. Motywem otwierającym jest „Ensemble” w wykonaniu True.

### Lista odcinków

#### Sezon 1
| №  | #  | Tytuł                                                                    | Reżyseria           | Premiera         |
| -- | -- | ------------------------------------------------------------------------ | ------------------- | ---------------- |
| 1  | 1  | Welcome to High School Yōkoso hai sukūru (ようこそハイスクール)          | Naoko Yamada        | 8 kwietnia 2015  |
| 2  | 2  | Nice to Meet You, Euphonium Yoroshiku yūfoniamu (よろしくユーフォニアム) | Tatsuya Ishihara    | 15 kwietnia 2015 |
| 3  | 3  | The First Ensemble Hajimete ansanburu (はじめてアンサンブル)             | Takuya Yamamura     | 22 kwietnia 2015 |
| 4  | 4  | Singing Solfège Utau yo sorufēju (うたうよソルフェージュ)                | Ai Yukimura         | 29 kwietnia 2015 |
| 5  | 5  | Festival Time Tadaima fesutibaru (ただいまフェスティバル)                | Yoshiji Kigami      | 6 maja 2015      |
| 6  | 6  | Twinkle, Twinkle, Little Tuba Kirakira tuba (きらきらチューバ)           | Eisaku Kawanami     | 13 maja 2015     |
| 7  | 7  | Crybaby Saxophone Naki mushi sakusofon (なきむしサクソフォン)            | Yasuhiro Takemoto   | 20 maja 2015     |
| 8  | 8  | Festival Triangle Omatsuri toraianguru (おまつりトライアングル)          | Haruka Fujita       | 27 maja 2015     |
| 9  | 9  | Please, Audition Onegai ōdishon (おねがいオーディション)                 | Noriyuki Kitanohara | 3 czerwca 2015   |
| 10 | 10 | Straight Trumpet Massugu toranpetto (まっすぐトランペット)               | Takuya Yamamura     | 10 czerwca 2015  |
| 11 | 11 | Welcome Back, Audition Okaeri ōdishon (おかえりオーディション)           | Ai Yukimura         | 17 czerwca 2015  |
| 12 | 12 | My Euphonium Watashi no yūfoniamu (わたしのユーフォニアム)               | Yoshiji Kigami      | 24 czerwca 2015  |
| 13 | 13 | Goodbye Competition Sayonara konkūru (さよならコンクール)                | Eisaku Kawanami     | 1 lipca 2015     |

#### Sezon 2
| №  | #  | Tytuł                                                          | Reżyseria                                       | Premiera             |
| -- | -- | -------------------------------------------------------------- | ----------------------------------------------- | -------------------- |
| 14 | 1  | Mid-summer Fanfare Manatsu no fanfāre (まなつのファンファーレ) | Tatsuya Ishihara, Haruka Fujita                 | 6 października 2016  |
| 15 | 2  | Hesitation Flute Tomadoi furūto (とまどいフルート)             | Taichi Ishidate                                 | 13 października 2016 |
| 16 | 3  | Troubled Nocturnes Nayameru nokutān (なやめるノクターン)       | Takuya Yamamura                                 | 20 października 2016 |
| 17 | 4  | Awakening Oboe Mezameru oboe (めざめるオーボエ)                | Taichi Ogawa                                    | 26 października 2016 |
| 18 | 5  | Miraculous Harmony Kiseki no hāmonī (きせきのハーモニー)       | Yoshiji Kigami                                  | 3 listopada 2016     |
| 19 | 6  | Rainy Conductor Amefuri kondakutā (あめふりコンダクター)       | Eisaku Kawanami                                 | 10 listopada 2016    |
| 20 | 7  | Station Concert Ekibiru konsāto (えきびるコンサート)           | Haruka Fujita                                   | 16 listopada 2016    |
| 21 | 8  | Rhapsody in Flu Kazehiki rapusodī (かぜひきラプソデイー)       | Noriyuki Kitanohara                             | 23 listopada 2016    |
| 22 | 9  | Sound! Euphonium Hibike! Yūfoniamu (ひびけ！ユーフォニアム)    | Taichi Ishidate                                 | 30 listopada 2016    |
| 23 | 10 | After School Obligato Hōkago oburigāto (ほうかごオブリガート)  | Takuya Yamamura                                 | 7 grudnia 2016       |
| 24 | 11 | First Love Trumpet Hatsukoi toranpetto (はつこいトランペット)  | Taichi Ogawa                                    | 14 grudnia 2016      |
| 25 | 12 | The Last Competition Saigo no konkūru (さいごのコンクール)     | Yoshiji Kigami                                  | 21 grudnia 2016      |
| 26 | 13 | Early-Spring Epilogue Harusaki epirōgu (はるさきエピローグ)    | Tatsuya Ishihara, Naoko Yamada, Eisaku Kawanami | 28 grudnia 2016      |

#### Sezon 3
| №  | #  | Tytuł                                                                | Reżyseria                       | Premiera         |
| -- | -- | -------------------------------------------------------------------- | ------------------------------- | ---------------- |
| 27 | 1  | New Euphonium Aratana yūfoniamu (あらたなユーフォニアム)             | Taichi Ogawa                    | 7 kwietnia 2024  |
| 28 | 2  | Triangle Syncopation Sankaku shinkopāshon (さんかくシンコペーション) | Tatsuya Ishihara                | 14 kwietnia 2024 |
| 29 | 3  | Blue Prelude Mizuiro pureryūdo (みずいろプレリュード)                | Mei Isai                        | 21 kwietnia 2024 |
| 30 | 4  | Etude With You Kimi to no echūdo (きみとのエチュード)                | Yamamura Takuya                 | 28 kwietnia 2024 |
| 31 | 5  | Twilight for Two Futari de towairaito (ふたりでトワイライト)         | Taichi Ishidate                 | 5 maja 2024      |
| 32 | 6  | Wavering Dissonance Yuragi no dizonansu (ゆらぎのディゾナンス)       | Noriyuki Kitanohara             | 12 maja 2024     |
| 33 | 7  | Summer Fermata Natsuiro ferumāta (なついろフェルマータ)              | Yamamura Takuya                 | 19 maja 2024     |
| 34 | 8  | Melancholy Ostinato Nayameru osutināto (なやめるオスティナート)      | Ryo Miyaki                      | 26 maja 2024     |
| 35 | 9  | Dissonant Tuning Chiguhagu chūningu (ちぐはぐチューニング)           | Taichi Ishidate                 | 2 czerwca 2024   |
| 36 | 10 | Expressing Arpeggios Tsutaeru arupejio (つたえるアルペジオ)          | Minoru Ōta, Noriyuki Kitanohara | 9 czerwca 2024   |
| 37 | 11 | Orchestra to the Future Mirai e ōkesutora (みらいへオーケストラ)     | Noriyuki Kitanohara             | 16 czerwca 2024  |
| 38 | 12 | The Last Soloist Saigo no sorisuto (さいごのソリスト)                | Yamamura Takuya                 | 23 czerwca 2024  |
| 39 | 13 | Connecting Melodies Tsunagaru merodi (つながるメロディ)              | Tatsuya Ishihara, Kohei Okamura | 30 czerwca 2024  |

## Filmy
Dwa nowe filmy animowane przedstawiające wydarzenia z drugiego roku Kumiko w Liceum Kitauji miały pierwotnie zostać wydane w 2018 roku. Pierwszy film, zatytułowany Liz to aoi tori (jap. リズと青い鳥), został wyreżyserowany przez Naoko Yamadę na podstawie scenariusza Reiko Yoshidy i opowiada historię Nozomi i Mizore. Jego premiera w japońskich kinach odbyła się 21 kwietnia 2018.
Drugi film, zatytułowany Gekijōban Hibike! Euphonium: Chikai no Finale (jap. 劇場版 響け！ユーフォニアム～誓いのフィナーレ～), został wyreżyserowany przez Tatsuyę Ishiharę i skupia się na Kumiko jako uczennicy na drugiego roku. Premiera była zaplanowana na 2018 rok, jednakże została ona opóźniona do 19 kwietnia 2019.

## Sprzedaż
W kwietniu 2018 roku powieści liczyły ponad 1,4 mln egzemplarzy w obiegu.